# Misterio May Day
El misterio May Day se refiere a una serie de anuncios crípticos que vienen siendo publicados en el Arizona Daily Wildcat, periódico de la Universidad de Arizona, todos los días 1 de mayo desde 1981. Los anuncios han aparecido también en otras fechas, normalmente a principios de diciembre. En un principio parecen un juego intelectual, pero traslucen un mensaje de revolución económica y política.
El primer anuncio contenía tres líneas escritas a mano: "SR/CL: RICHMOND", una cadena de caracteres chinos simplificados y "May Day, 1981". La frase en chino se traduce "Presidente Mao diez mil años de vida", interpretada como "Larga vida al presidente Mao".

## Temas recurrentes
Hay algunos ítems que se repiten en los anuncios. Entre ellos destacan:
- El orfanato (The Orphanage): presunta sociedad secreta autora de los anuncios.
- El premio (The Prize): recompensa sin determinar para quien resuelva el misterio, depositada en una caja fuerte.
- SR/CL: acrónimo de significado desconocido.
- Conejo blanco/pan maravilloso (White Rabbit/Wonder Bread), mercancías desconocidas relacionadas con El orfanato.
- Martín Lutero.

## Investigación
Un antiguo estudiante de la Universidad de Arizona, Bryan Hance, es la primera persona conocida que ha investigado seriamente los anuncios. En 1997 creó una página web para documentar su investigación junto con otros fanáticos de las teorías de conspiraciones.
Afirma haberse puesto en contacto con "El orfanato" vía correo electrónico, correo y teléfono desde 1999. Incluso ha recibido varias monedas de oro y billetes, llegando a algunos cientos de dólares, con el mensaje de poder gastarlo como quisiera.

## Fuente aparentemente real
Parece ser que los anuncios, a medio camino entre la broma intelectual y la verdadera conspiración a pequeña escala, son publicados por un excéntrico abogado, Robert Truman Hungerford, quien afirma ser el consejero legal del «Orfanato». Cuando se le pregunta al respecto, responde que puede que sólo sean los desvaríos de un loco, afirmación que alimenta todavía más la teoría conspirativa.